# Olle Göransson (fotbollsspelare)
Sven-Olof "Olle" Göransson, född 14 november 1925, död 20 april 2022 i Halmstad, var en svensk fotbollsspelare (högerytter).
Göransson representerade Halmstads BK mellan 1948 och 1957, och spelade sammanlagt 53 allsvenska matcher (4 mål) för klubben. Han var med och tog stora silver med HBK 1954/1955 och tilldelades utmärkelsen HP:s dribbler 1955. Han spelade även handboll för HK Drott.